# Antônio Gonçalves Dias
Antônio Gonçalves Dias (n. 10 august 1823 - d. 3 noiembrie 1864) a fost un poet și dramaturg brazilian.
Lirica sa romantică, dar și de inspirație erotică, are ca subiect viața amerindienilor și natura paradisiacă braziliană. Opera sa a contribuit la dezvoltarea conștiinței naționale. Antônio Gonçalves Dias a fost membru al Academiei de Litere din Brazilia.

## Opera

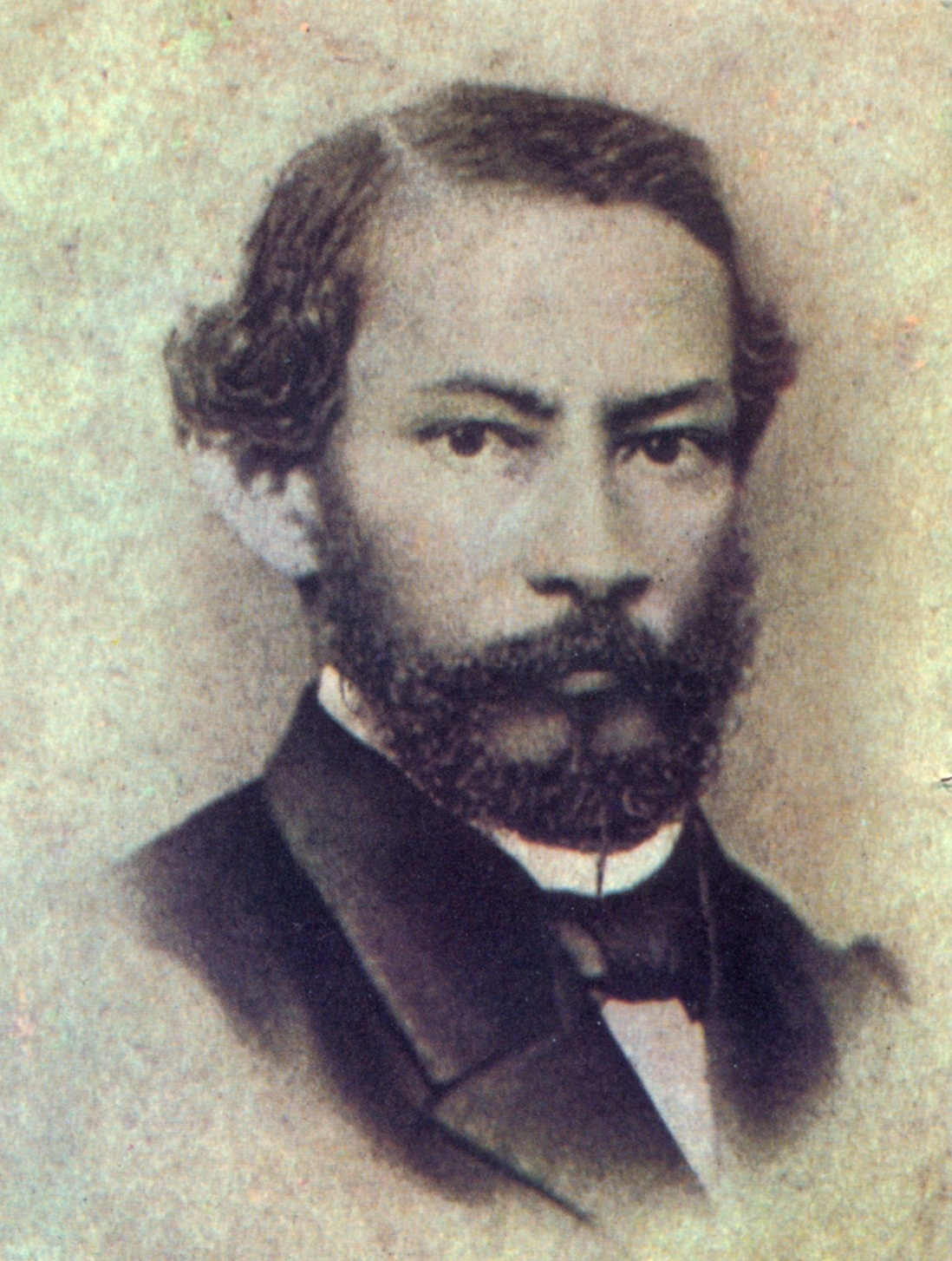
Gonçalves Dias

- 1843: Cântece din exil ("Canção do Exílio");
- 1846: Primele cântece ("Primeiros cantos");
- 1846: Ochii tăi ("Seus Olhos")
- 1846: Meditație ("Meditação");
- 1846: Brazilia și Oceania ("O Brazil e Oceania")
- 1948: Al doilea volum de cântece și sextine ale fratelui Antão ("Segundos cantos e sextilhas de Frei Antão");
- 1851: Ultimele cântece ("Ultimos cantos");
- 1858: Dicționar de limba tupi ("Dicionário da Lingua Tupi").

## Legături externe

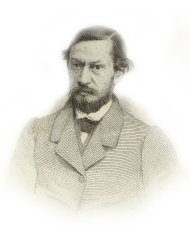
Gonçalves Dias